# 96식 함상전투기

'96식 함전 또는 96식 함상전투기는 전간기인 1936년에 실전투입된 일본제국 해군의 함상전투기이다. 제로센의 원형이다.
이후 a5m 3a 라고 불리는 후속기체가 설계되었으며 모양은 스핏파이어의 동체에 96식 함상전투기주익의 약간의 역갈매기익의 형상을한
주익이 창착된것 같은 모습이다 운용된 적이 없는것으로 추정된다.

## 개발 배경
1934년 일본 제국 해군은 첨단 전투기의 사양을 준비했는데, 3,000 m (9,800 ft)에서 350 km/h (220 mph)의 최고 속도를 요구하고 6.5분 만에 5,000 m (16,000 ft)까지 올라갈 수 있었다.이 9시(1934) 사양은 미쓰비시와 나카지마 모두에서 디자인을 생산했다.
미쓰비시는 호리코시 지로(비슷하지만 실패한 미쓰비시 1MF10의 오리지널 제작자이자 나중에 유명한 A6M 제로를 책임지는 엔지니어)가 이끄는 팀에게 새로운 전투기를 설계하는 임무를 맡겼다. 미쓰비시에 의해 Ka-14로 명명된 그 결과는 얇은 타원형의 뒤집힌 갈매기 날개와 고정된 언더캐리지를 가진 올메탈 로우윙 전투기로 성능의 증가로 선택되었다.(항력에서 10%로 추정됨) 그러나 접이식 언더캐리지의 사용으로 인해 발생하는 최대 속도의 3% 증가에 불과하여 추가 중량을 정당화하는 것으로 느껴지지 않았다.
최초의 프로토타입은 447kW (600 hp) 나카지마 고토부키 5 방사형 엔진으로 1935년 2월 4일에 비행했다. 항공기는 최대 속도가 450km/h(280mph)에 도달하여 사양의 요구 사항을 훨씬 초과했다. 두번째 프로토타입은 수정된 무굴절 날개가 장착되었으며, 기동성을 극대화하고 항력을 줄이기 위해 다양한 변화를 거친 후 A5M으로 생산하도록 주문되었다.
Ka-14가 우수한 성능을 보여주면서, 일본 육군항공대은 Ki-18로 평가하기 위해 하나의 수정된 시제품을 주문했다. 이것은 해군 항공기와 유사한 성능을 보여주었으며 따라서 IJAAF의 현재 전투기인 가와사키 Ki-10 복엽기보다 훨씬 빨랐지만, 이 유형은 조종성 감소로 인해 육군에 의해 거부되었다. 육군은 Ki-10을 대체할 향상된 첨단 전투기의 사양을 생산했다. Ka-14를 A5M으로 바꾸느라 바쁜 미쓰비시는 Ki-33으로 최소한으로 변경된 항공기를 제출했지만, Ki-27로 서비스하도록 명령받은 나카지마의 경쟁 항공기에 패배했다.

## 실전 이력
이 항공기는 1936년 초에 생산에 들어갔고, 중일전쟁이 시작될 때, 공중전에서 중화민국 공군의 보잉 P-26 피슈터 모델 281과의 세계 최초의 저익 단엽기 간의 공중전이 되기도 하였다.
주로 커티스 호크 3호를 조종하는 중국 국민당 조종사들은 일본에 맞서 싸웠지만, A5M은 마주친 거의 모든 전투기들 중에서 더 나았다. 7.7mm(0.303인치) 기관총 한쌍으로 무장했지만, 이 새로운 전투기는 뛰어난 기동성과 견고한 구조로 효과적이고 손상에 강한 것으로 입증되었다. A5M은 또한 당시 현대적이지만 취약한 미쓰비시 G3M 폭격기들에게 절실히 필요한 호위를 제공했다.
미쓰비시 팀은 A5M을 계속해서 개량하여 최종적으로 A5M4가 확장된 거리에 연료를 공급하기 위해 외부 아래쪽 드롭 탱크를 운반할 때까지 작업했다.
공중에서 A5M의 가장 경쟁력 있는 적은 중국 공군 정규군과 소련 지원자들이 비행하는 빠르고 중무장한 전투기인 폴리카르포프 I-16이었다. 1938년의 공중전, 특히 2월 18일과 4월 29일의 공중전은 그 당시에 있었던 가장 큰 공중전 중 하나였다. 4월 29일의 전투에서는 27대의 A5M의 호위를 받으며 18대의 G3M에 맞서 67대의 폴리카르포프 전투기(31대의 I-16과 36대의 I-15 Bis)가 목격되었다. 각 측은 승리를 주장했다. 중국/소련측은 일본 항공기 21대(전투기 11대, 폭격기 10대)가 격추되어 일본 공군 50명이 사망하고 2명이 생포되었으며 12대의 항공기와 5명의 조종사가 사망했다고 주장했다. 일본측은 40대 이상의 중국 항공기가 격추되어 G3M 2대와 A5M 2대만 손실되었다고 주장했다.
104대의 A5M 항공기는 2인승 조종석을 수용할 수 있도록 개조되었다. 조종사 훈련에 사용된 이 버전은 A5M4-K 버전 항공기라고 불렸다. 표준 A5Ms가 일선 서비스를 떠난 지 한참 후에도 조종사 훈련에 계속 사용되었다.
거의 모든 A5M은 개방형 콕핏을 가지고 있었다.폐쇄된 조종석이 시도되었지만 해군 비행사들 사이에서 인기가 거의 없었다. 모두 고정되어 있고 수축이 불가능한 언더캐리지를 가지고 있었다. 휠 스패트는 표준 전투기의 특징이지만 훈련 항공기의 특징은 아니었다.
플라잉 타이거즈는 공식적으로는 아니지만 96형과 마주쳤고, 1942년 1월 29일 버마 밍갈라돈 비행장에서 격추되었다.
일부 A5M은 1941년 말 미국이 태평양에서 제2차 세계 대전에 참전했을 때에도 사용되었다. 미국 정보 소식통은 A6M '제로'가 최전선 항공모함과 대만의 타이난 고쿠타이로 대체되었을 때 A5M이 여전히 일본의 주요 해군 전투기 역할을 했다고 믿고 있다. 다른 일본 항공사들과 고쿠타이(항공 그룹)는 제로의 생산이 수요를 따라잡을 때까지 A5M을 계속 사용했다.
1942년 2월 1일, USS 엔터프라이즈는 마셜 제도의 로이 섬과 콰잘린 아톨스 섬에 있는 일본 공군 및 해군 기지를 공습했다. 이 작전 동안, 미쓰비시 A5M은 VS-6 편대의 CO인 Lt-Cdr Halstead Hopping의 항공기를 포함하여 더글러스 SBD 급강하 폭격기 3대를 격추했다. 1942년 5월 7일 산호해 해전에서 일본 항공모함 쇼호의 2대의 A5M과 4대의 A6M이 격침한 미군 항공기에 맞서 싸웠다.
태평양 전쟁의 마지막 몇 달 동안 대부분 남아있는 A5M 기체는 가미카제 공격에 사용되었다.